# Ema Blažková
Ema Blažková, (31. srpna 1924, Praha – 31. srpna 2003, Praha) byla česká akademická malířka, ilustrátorka a sochařka.

## Rodina, dětství

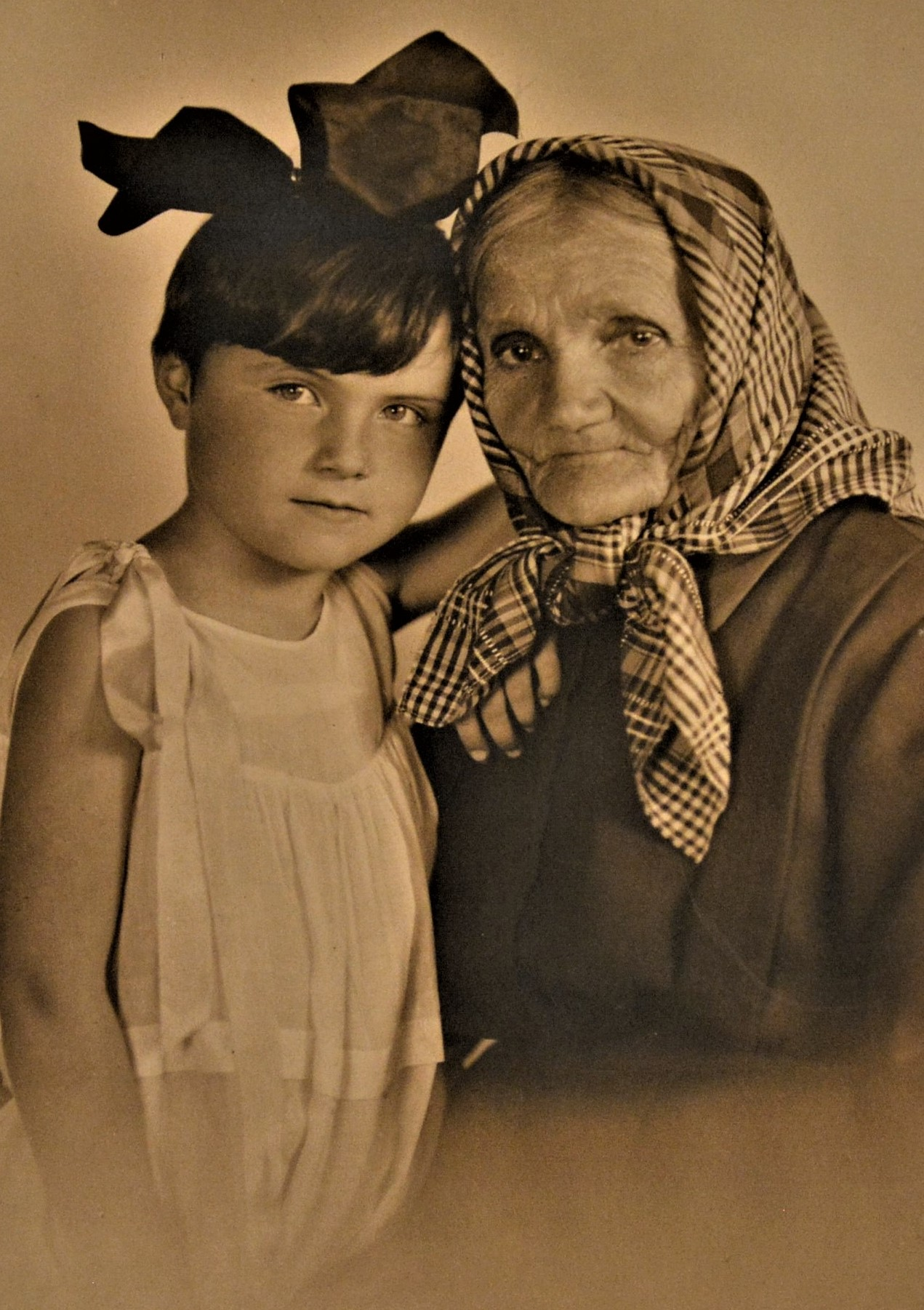
Ema Blažková jako dítě v roce 1930 s babičkou Kateřinou Kalinovou z Račiněvsi.

Narodila se v Praze v rodině novináře a sokolského činovníka Jaromíra Patrika Blažka. Byla vnučkou českého novináře a důstojníka Patrika Blažka, spoluzakladatele „Jednoty českých novinářů“. Dětství prožila v Praze, po obecné škole nastoupila v jedenácti letech do Dívčího reálného gymnázia ve Vodičkově ulici.

## Období druhé světové války
Její otec v obavě o ní ve válečných letech požádal v létě 1941 o možnost přeřazení dcery do Státního reálného gymnázia v Roudnici nad Labem. Ema se přestěhovala ke svému strýci do Račiněvsi a zahájila studijní rok 1941/1942 v septimě tohoto gymnázia.
V době stanného práva po atentátu na R. Heydricha, bylo dne 20. června 1942 roudnické gymnázium obsazeno gestapem a 85 studentů, včetně Emy Blažkové, bylo zatčeno. Záminkou akce byla údajná příprava atentátu na jednoho z učitelů německé obecné školy v Roudnici nad Labem. Mezi zatčenými studenty bylo celkem 16 dívek, septimánek. Všichni zatčení studenti byli převezeni do Terezína, uvězněni a vyslýcháni v Malé pevnosti. Po pětiměsíčním pobytu byla zařazena do pracovního tábora na Křivoklátě jako lesní dělnice. Během věznění v Terezíně dva ze studentů zemřeli. Ema Blažková byla propuštěna 2. listopadu 1942.
Uvěznění studenti v terezínské Malé pevnosti, která byla pobočnou věznicí pražského gestapa, pracovali – děvčata jako polní dělnice a jako uklízečky, chlapce vozili na práci mimo Malou pevnost. Ema Blažková se během pobytu v Terezíně snažila dle možnosti také kreslit – zachytila tak na svých obrázcích prostředí Malé pevnosti, podobu ženského dvora, život žen na cele a portréty spoluvězňů, včetně bývalých spolužáků z gymnázia. Kresby byly z pevnosti posílány tajně v balících s prádlem. Některé kresby byly složeny tak, že tvořily papírovou krabičku na drobné dárky, které se směly posílat příbuzným. Musela také portrétovat dozorce, jejich ženy a děti.
Dne 17. listopadu 1944 byla opět zatčena gestapem. V tu dobu byla nasazena v rámci „ročníku darovaného Říši“ jako pomocná dělnice v závodě leteckých demontáží „Deutsche Lufthansa“ v městečku Babí u Náchoda. Deset dní strávila v  samovazbě a pak do květnové revoluce 1945 pracovala v gumárenském závodě Kudrnáč v Náchodě a následně na stavbě Štěchovické přehrady.

## Poválečné období

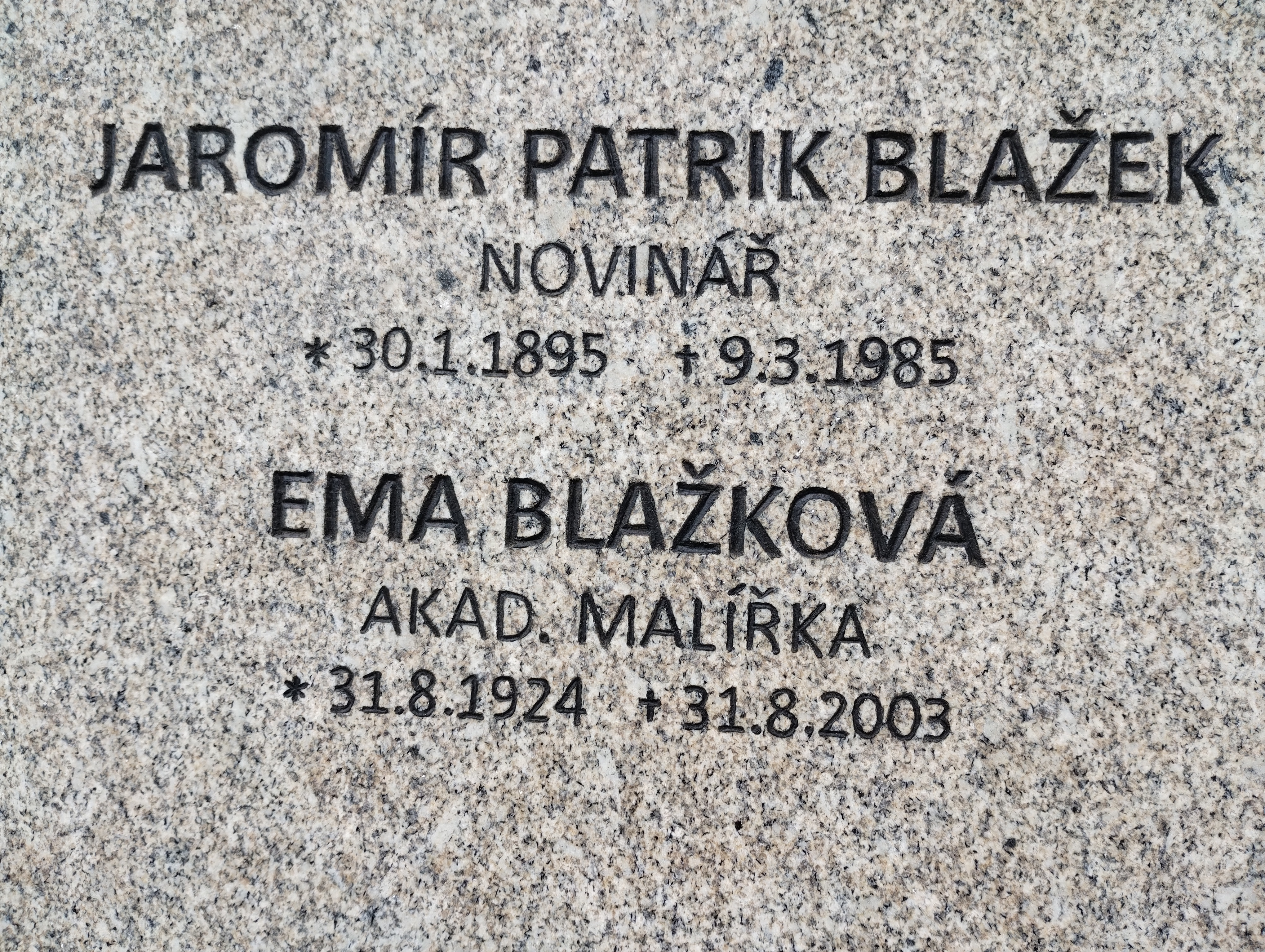
Detail náhrobku na Vyšehradském hřbitově (oddíl XII., č. hrobu 8)

Po válce, v květnu 1945 začala opět chodit do gymnázia a maturovala dodatečně s právní účinností od roku 1943. Soukromě studovala kreslení u V. V. Nováka. Ve školním roce 1945/1946 studovala kreslení na ČVUT u profesorů Martina Salcmana, Cyrila Boudy a Karla Lidického, v letech 1946/1947 na Akademii výtvarných umění u profesorů Karla Mináře a Vladimíra Sychry a na UMPRUM u profesora Antonína Pelce. Absolvovala jako akademická malířka.
Předmětem jejích kreseb a obrazů byly zvláště krajinomalba a portréty (specializovala se na dětský portrét), zabývala se i žánrovými náměty a zátišími. K často opakovaným námětům jejího díla patřily výjevy z různých zákoutí rodné Prahy (zejména z Malé Strany, kde žila v domě U Pavlánských), z příbramského kraje a Podřipska. Rovněž se věnovala ilustrační tvorbě pro děti a vyučovala figurální malířství. V Krátkém filmu Praha namalovala animovanou pohádku Dlouhý, Široký a Bystrozraký.
Byla členkou Akademického klubu Tábor (studentské platformy Církve československé husitské) a zastávala funkci v jeho prezidiu. Ve své tvorbě zachytila život na akademických táborech. Je také autorkou portrétů duchovních této církve, mj. patriarchy Františka Kováře. Aktivně působila v náboženské obci na Malé Straně v Praze a přispívala do Českého zápasu.
V 60. letech absolvovala řadu studijních cest do zahraničí, kde kreslila a malovala (Řecko, Vietnam, Egypt, aj.)
Byla členkou spolku Svatobor.
Na konci roku 1974 byla zatčena pro urážku veřejného činitele a 14 měsíců vězněna v pražské věznici v Ruzyni. Po padesáti letech byla rehabilitována soudním usnesením, ve kterém byly popsány příčiny jejího protestu: "zasílala soudu a veřejným institucím stížnosti a dopisy, neboť cítila křivdu a nespravedlnost. Poukazovala na to, že její děti zdědily po babičce domek a Národní výbor jim ho sebral."  O svém věznění v Ruzyni psala v letech 1993–4 do Necenzurovaných novin.
Zemřela v den svých 79. narozenin v Praze a je pochována v rodinné hrobce na pražském Vyšehradském hřbitově.

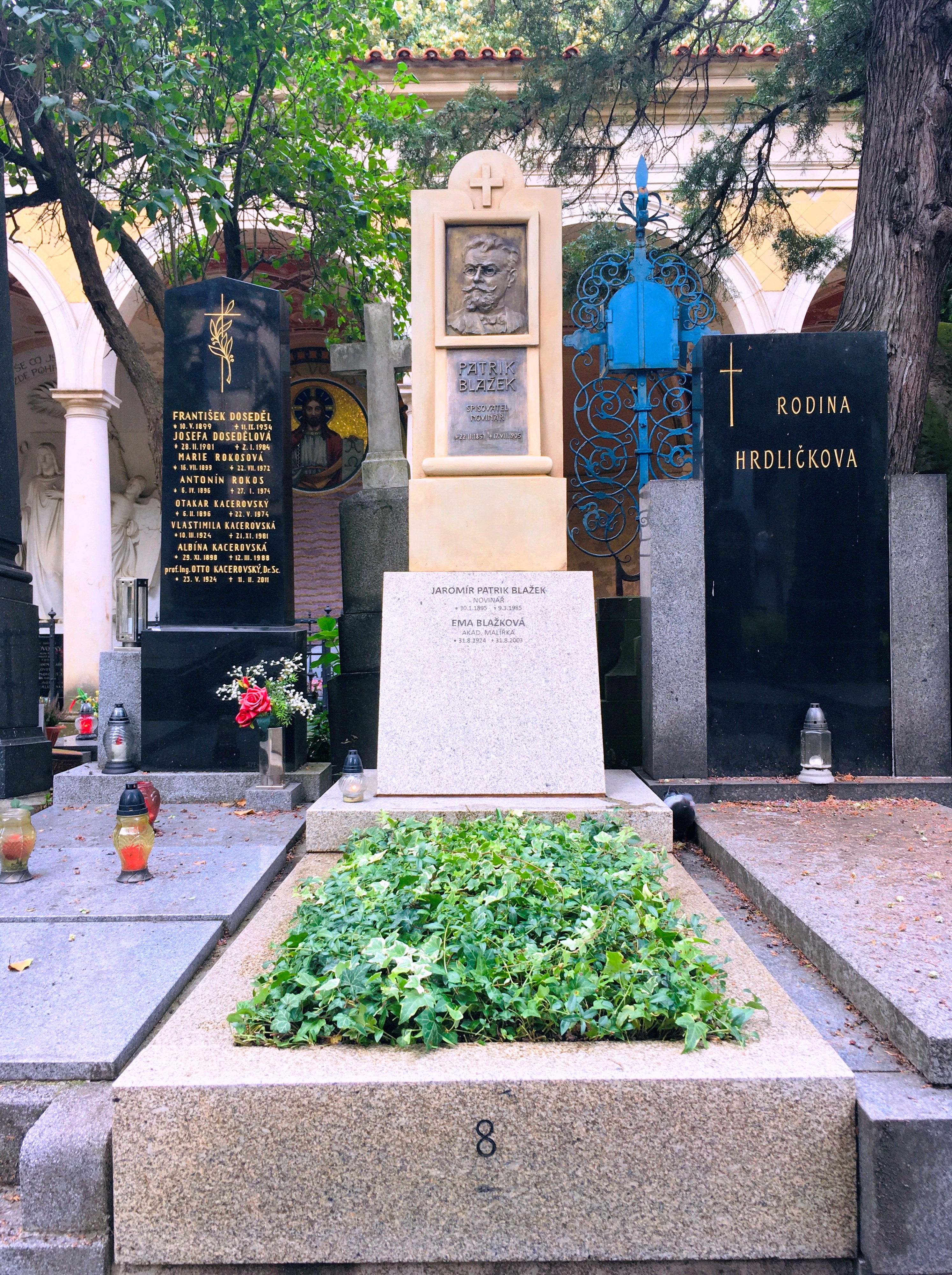
Rodinný hrob na Vyšehradském hřbitově (oddíl XII., č. hrobu 8)

## Rodina a děti
Manželem Emy Blažkové byl Martin Gašparovič (1923–1989). Ema Blažková měla 3 děti, syna Lukáše (* 4. 1953, † 9. 1953), syna Marka (* 1954), stavebního inženýra, a dceru Martinu Emu (* 1961), provd. Bezouškovou, herečku a vysokoškolskou pedagožku.

## Výstavy, výběr

### Samostatné
- 1945 „Portréty spolužáků „Oktáva z vězňů““ – Výstavní síň firmy Bartoň, Národní třída, Praha[15]
- 1946 „Kresby z Malé pevnosti Terezín“, Klementinum, Praha[16]
- 1948 Tyršův dům, Praha
- 1948 Tělocvičná jednota, Račiněves
- 1949 Pelclovo reálné gymnázium, Rychnov nad Kněžnou
- 1950 Luhačovice
- 1951, 1952 Galerie Marold, Praha
- 1955 Galerie Bulharská tvorba, Praha (název výstavy: „Obrazy z bulharské cesty“)
- 1957 Galerie Německé informační služby, Praha („Krajiny z NDR“)
- 1957 Athény – Vouliagmenti, Řecko („Obrazy z pobytu v Řecku“)
- 1957 Ústav informací ve stavebnictví, Praha
- 1957 Ústřední lidová knihovna, Praha
- 1958 Nová brána na Vyšehradě, Praha
- 1959 Osvětový dům v Příbrami
- 1964 Malostranská spořitelna, Praha
- 1964 Foyer Hudebního divadla v Karlíně, Praha
- 1965 Vrtbovská zahrada, Praha („Malostranské motivy“)
- 1966 Leningrad – Astoria, SSSR („Bílé noci leningradské“)
- 1966 Galerie v Třebíči
- 1967 Mnichov – Schwabing, SRN
- 1969 Galerie Voršilská, Praha („Týdny v ateliéru“)
- 1973 Výstavní síň SČSP, Praha („Terezín svědčí a varuje“)
- 1978 Městská knihovna v Praze („Mládež v odboji“)
- 1979 Malá síň zámku Duchcov („Z cesty po Vietnamu“)
- 1985 Okresní muzeum a Galerie v Klatovech
- 2002 Karlovy Vary

### Kolektivní
- 1972 Památník Terezín (“Kresby vězňů Malé pevnosti Terezín 1940–1945”)
- 1973 Památník Terezín (“Terezín svědčí a varuje”)
- 1992 "Umění za pevnostními valy 1940–1945 (Kresby vězňů Malé pevnosti Terezín)" – Terezín Malá pevnost, IV. dvůr
- 2002 Litoměřice (II. Salon českých, moravských a slezských malířů a sochařů)

Účastnila se také řady dalších kolektivních výstav např. s Kruhem výtvarných umělkyň, se Sdružením výtvarníků Purkyně a se Spolkem výtvarných umělců Marold (Reprezentační dům hl. m. Prahy, Galerie Dílo, Špálova galerie, aj.).

### Výstavy in memoriam
- 2003 Památník Terezín (“Peripetie”, samostatná výstava)
- 2007 Muzeum v Roudnici nad Labem („Kresby z věznění v Malé pevnosti Terezín“, samostatná výstava)
- 2008 Galerie Portheimka, Praha („Praha pozapomenutá“, samostatná výstava)
- 2009 Galerie Klementinum, Praha (“Poklady“, výběr děl Severočeské galerie výtvarného umění a Památníku Terezín)
- 2009 Galerie Sue Ryder, Praha (“Návraty”, samostatná výstava)

## Příspěvky do novin a časopisů, výběr
O svých zkušenostech z věznění v Malé pevnosti Terezín a poválečných soudních procesech s dozorci podávala svědectví ve svých příspěvcích do denního tisku a časopisů.
- 1946 Umění potajmu i na rozkaz, In.: Svobodné noviny, roč. 2, č. 41, 17. 2. 1946, str.1–2
- 1946 Oktáva z vězňů, In.: Hlas osvobozených, roč. II, 3. května 1946, č. 18
- 1972 Čas tabel, In.: Večerní Praha, roč. XVIII, č. 104, 26. května 1972
- 1977 Návštěva Terezína, In.: Vlasta, 5. ledna 1977
- 1994 Jediný koncentrák se slušnou budoucností, In.: České noviny (týdeník litoměřického regionu), roč. 2, č. 1, 7. 1. 1994
- 1995 Kreslila jsem M. Horákovou, In.: Masarykův lid, roč. I, č. 2, listopad 1995, str. 16

## Galerie

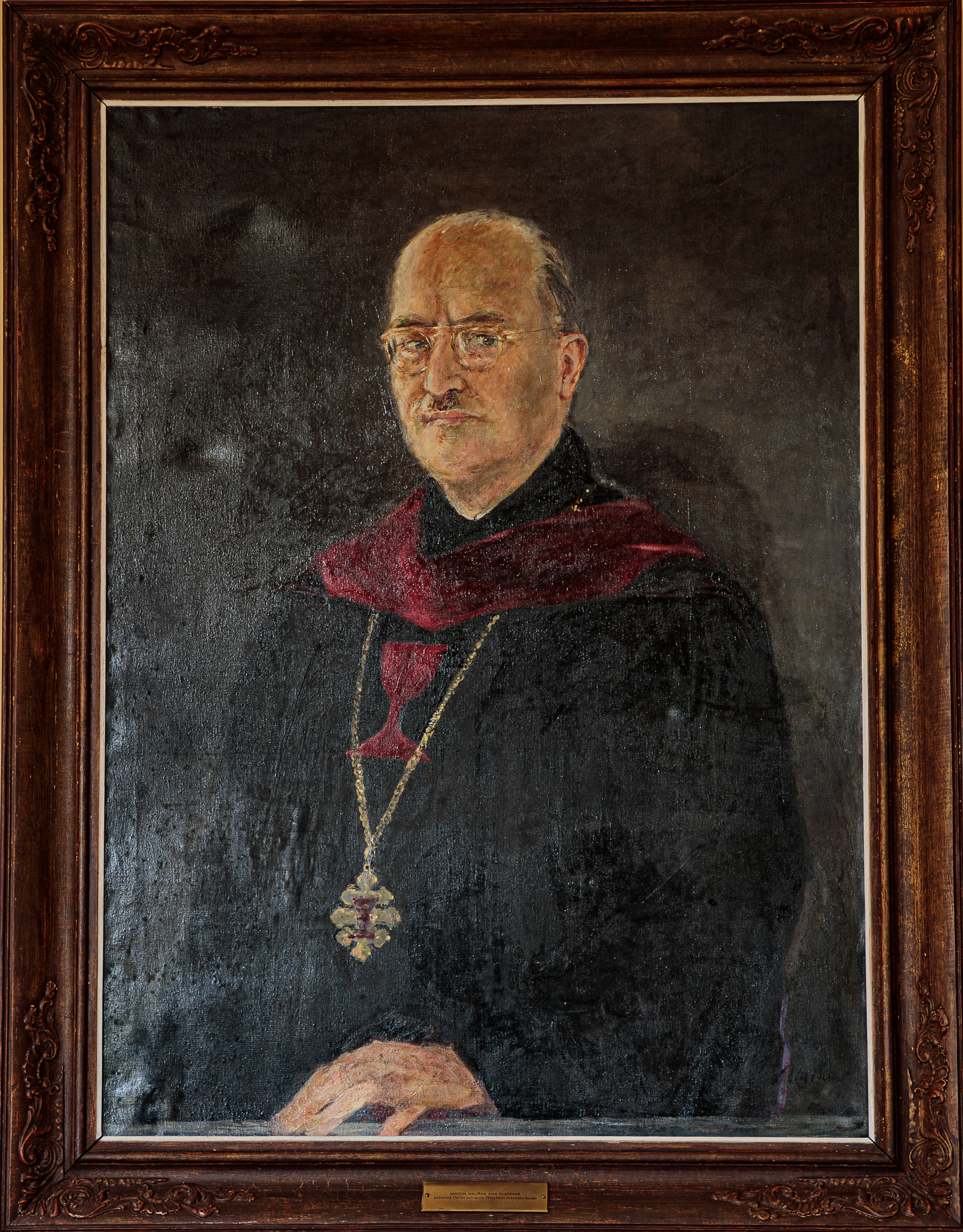
Obraz patriarchy Františka Kováře, umístěný v prostorách  Husitské teologické fakulty Univerzity Karlovy v Praze
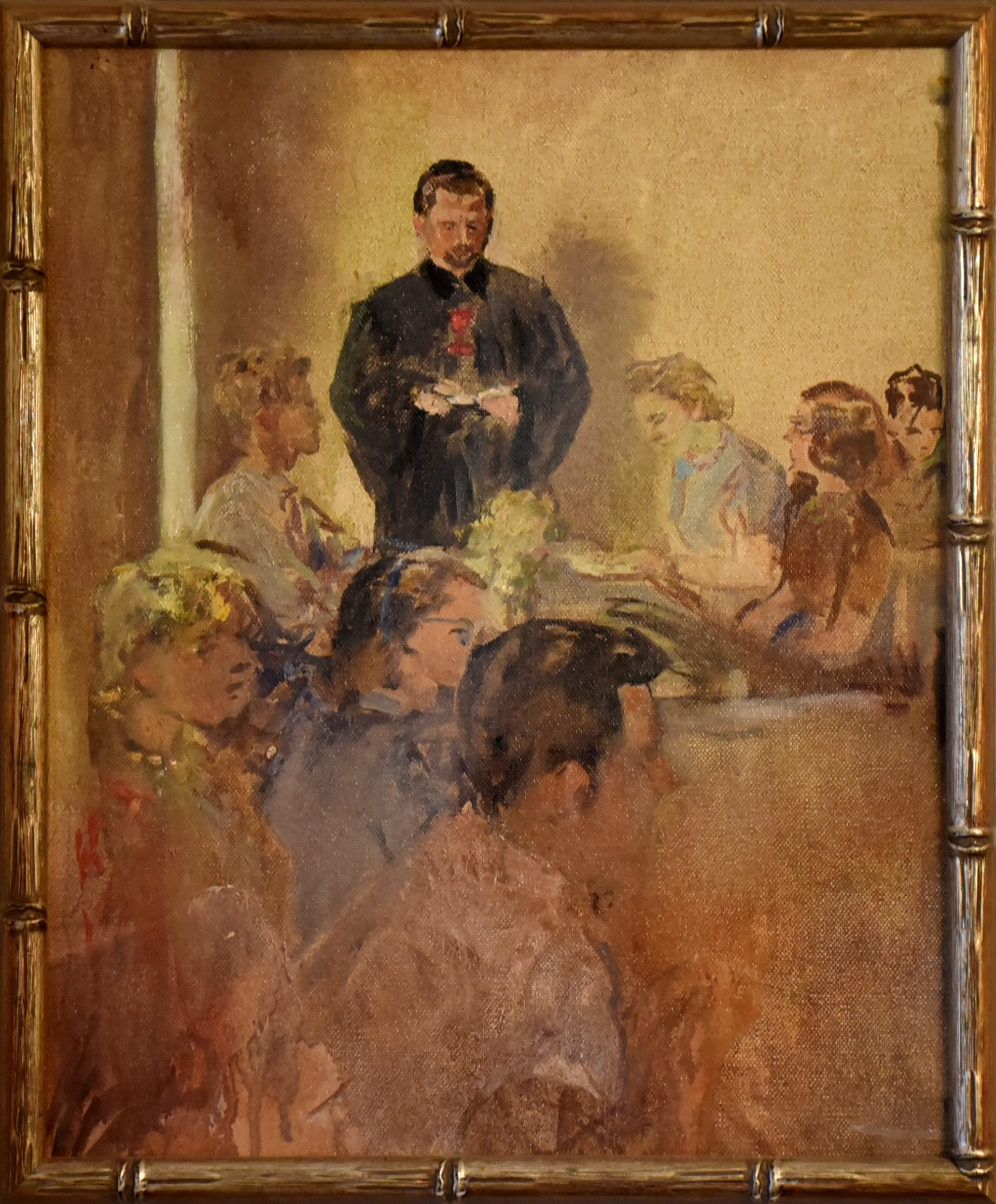
Zdeněk Trtík, český teolog, duchovní Církve československé husitské
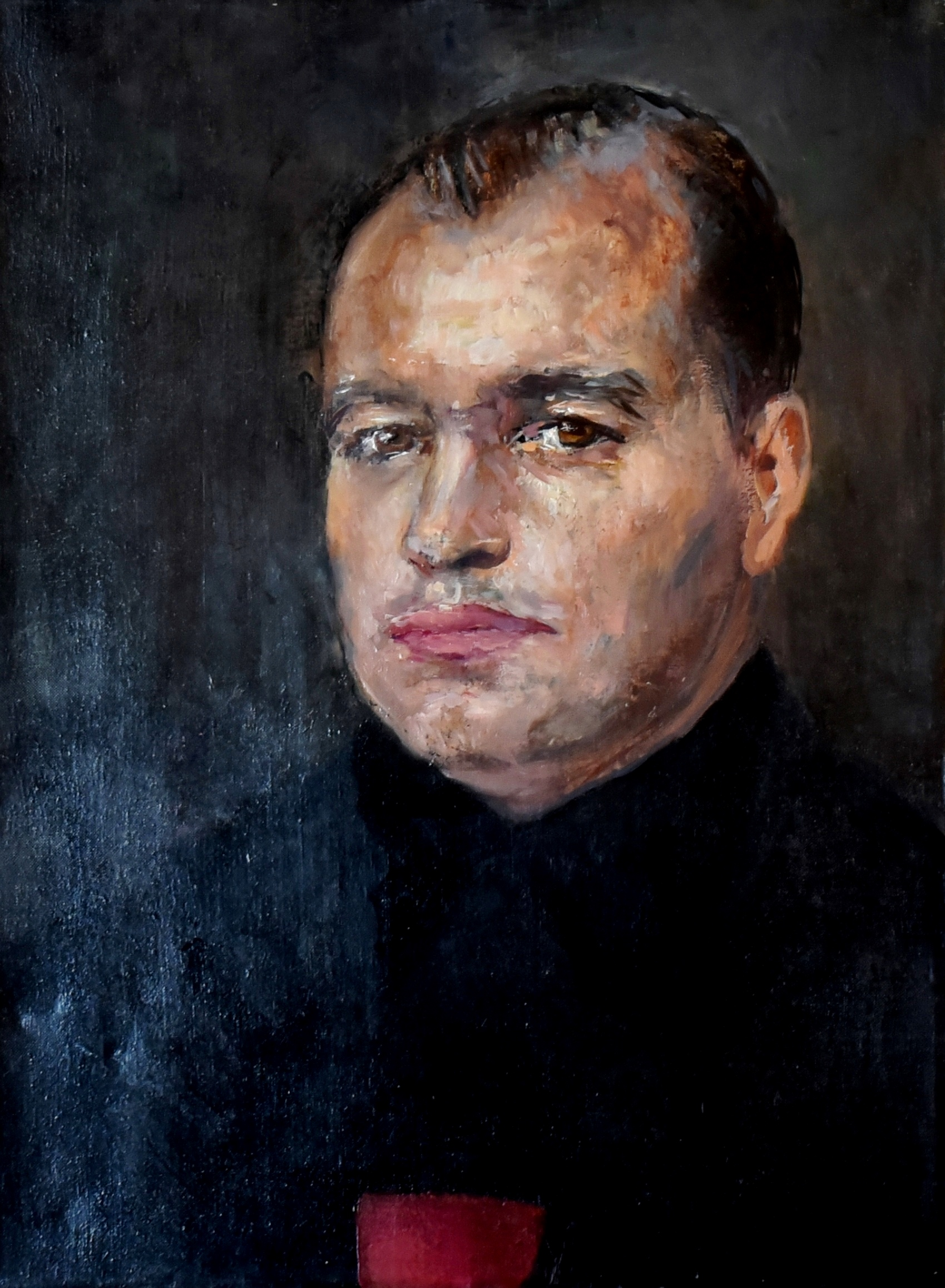
Jindřich Mánek, český teolog, duchovní Církve československé husitské